# Il mio amico fantasma
Il mio amico fantasma (Randall and Hopkirk (Deceased)) è una serie televisiva poliziesca britannica di 26 episodi, prodotta dalla ITC e trasmessa dall'emittente ITV. La serie è stata trasmessa in Italia nel 1971  sul Programma Nazionale in seconda serata, poi replicata negli anni ottanta sulle reti locali. Un remake dal titolo Randall & Hopkirk fu trasmesso da BBC One nel 2000.

## Trama
Jeff Randall, investigatore privato, è costretto a lavorare da solo dopo la scomparsa del suo stretto collaboratore Marty, morto misteriosamente investito da un'auto. Qualche tempo dopo il suo amico gli appare in completo bianco e lo mette al corrente del suo status di spettro: in quanto non totalmente trapassato è costretto a vagare sulla Terra per cento anni. Marty, che è visibile e udibile solo da Jeff, ha facoltà di telecinesi, la capacità di generare correnti d'aria con il semplice soffio, e si rivela un vitale alleato per la soluzione di casi difficili.
La vedova di Marty notando costantemente stranezze nel comportamento di Jeff, sentendolo parlare da solo come avesse il suo defunto marito presente, in un episodio si appella erroneamente ad un esorcista, invero un criminale interessato a sbarazzarsi dello spettro incomodo.

## Episodi
| Stagioni       | Episodi | Prima TV originale | Prima TV Italia |
| -------------- | ------- | ------------------ | --------------- |
| Prima stagione | 26      | 1969-1970          | 1971            |